# Pierre Levée de la Croisonnière
La Pierre Levée de la Croisonnière, est un dolmen situé sur la commune de Nanteuil, dans le département des Deux-Sèvres.

## Historique
Le dolmen est classé au titre des monuments historiques en 1970.

## Description
Le dolmen comporte une large table de couverture de forme subcirculaire de 4,50 m de long sur 4 m de large dont l'épaisseur varie de 0,40 à 0,60 cm en calcaire bajocien. Elle repose en partie sur un pilier long de 0,90 m couché au sol et se relève de 0,80 m vers le nord-ouest. Le petit cairn est de forme ovale (7 m axe nord/sud, 4 m axe est/ouest).